# Inselgruppe

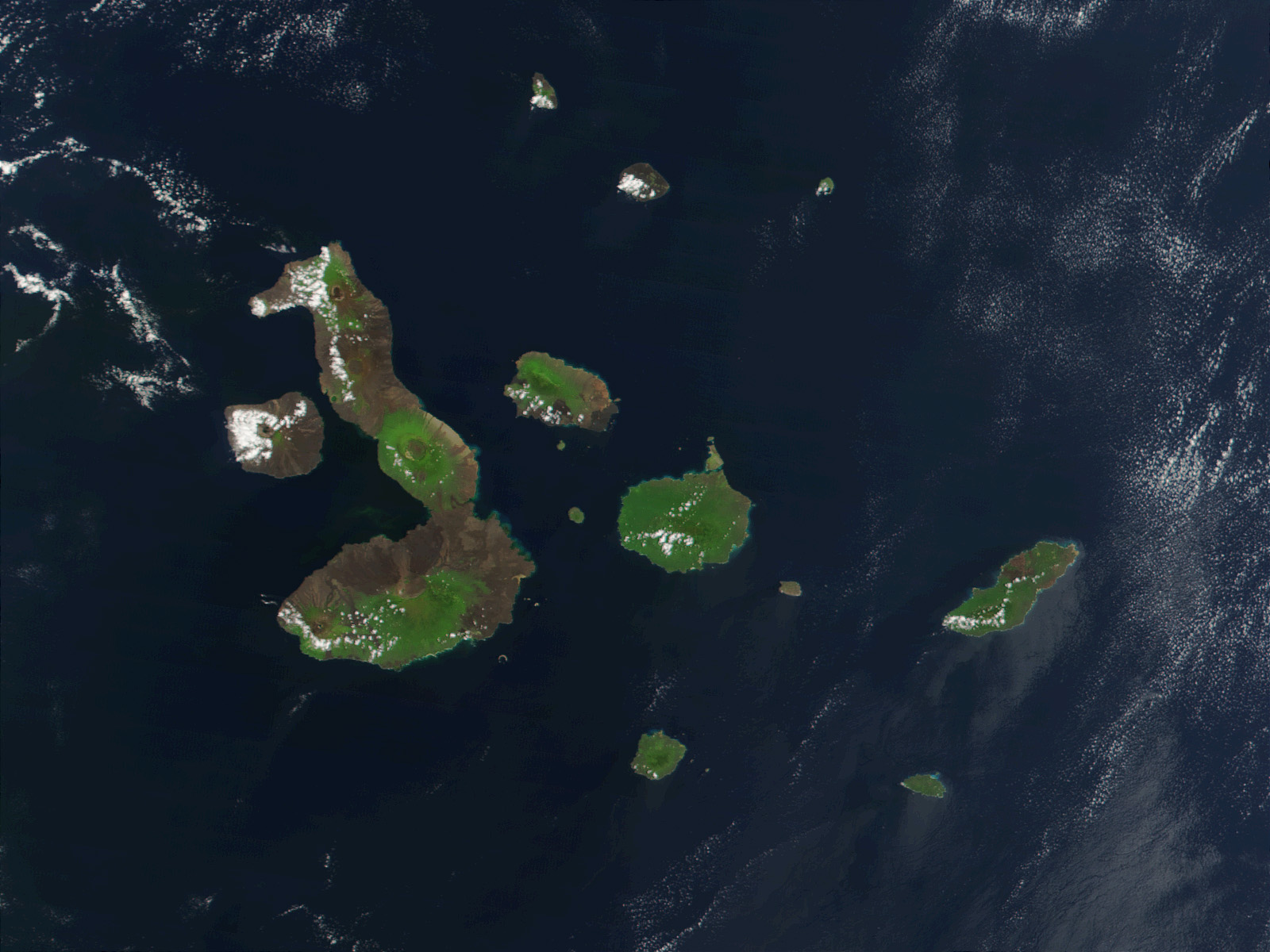
Satellitenbild einer Inselgruppe (Galápagos-Inseln)

Als Inselgruppe bezeichnet man eine Ansammlung mehrerer Inseln.

## Definition
Der ATKIS-Objektartenkatalog DLM250 definiert Inselgruppe als „eine Gruppe mehrerer nahe beieinander liegender Inseln geologisch gleicher Entstehung“. Die Inseln einer Inselgruppe können unter Umständen auch zu kleineren Inselgruppen gruppiert werden, wie das etwa bei den Hebriden der Fall ist, die sich in die Inneren und Äußeren Hebriden untergliedern.
Inselgruppen wie etwa die Azoren oder die Äolischen Inseln lassen sich im Sinne der obigen Definition geographisch oder geologisch zusammenfassen. Oftmals spielen jedoch für die Zusammenfassung mehrerer Inseln zu einer Inselgruppe politische, historische oder kulturelle Kriterien eine entscheidende Rolle. Dasselbe gilt auch für die Unterteilung einer geographisch zusammengehörigen Inselgruppe in Untergruppen.
- So werden die Inseln vor der nord-niederländischen, deutschen und dänischen Nordseeküste als Friesische Inseln zur Inselgruppe zusammengefasst. Geologisch jedoch unterscheiden sich die größeren Nordfriesischen Inseln und die Halligen von den West- und Ostfriesischen Inseln. Die Unterscheidung in West- und Ostfriesische Inseln orientiert sich an der seit 1594 bestehenden politischen Grenze zwischen West- und Ostfriesland. Die Inseln Zeelands, die ebenfalls von Westfriesen bewohnt waren und Helgoland, wo Nordfriesisch gesprochen wird, zählen aber dennoch nicht zu den Friesischen Inseln. Die dänischen Inseln, die zu den Nordfriesischen Inseln gezählt werden, waren niemals von Friesen besiedelt.
- Eine rein politisch-historische Unterscheidung liegt beispielsweise bei den Amerikanischen und Britischen Jungferninseln vor.
- Die Kykladen sind aus antiker Zeit als „Inselkreis um Delos“ kulturell definiert.
- Der Dodekanes umfasst diejenigen Inseln, die 1947 von Italien an Griechenland abgetreten wurden. Die meisten dieser Inseln, aber nicht alle gehören zur geographisch definierten Inselgruppe der Südlichen Sporaden. Umgekehrt gehören nicht alle Inseln der Südlichen Sporaden zum Dodekanes.
- Die Ionischen Inseln umfassen alle ehemals venezianischen Inseln vor der griechischen Küste des Ionischen Meers.
- Die Vestmannaeyjar (Westmännerinseln) vor der Südküste Islands bilden eine eigenständige Inselgruppe, wobei Island und seine Nebeninseln nicht als Inselgruppe gezählt werden.

Je nach der topografischen Anordnung der Inseln spricht man von einer Inselkette, einem Inselbogen oder auch von einer Doppelinsel.
Eine Sonderform der Inselgruppe bilden die Inseln eines Atolls, die jedoch meist unter dem Begriff Atoll zusammengefasst werden.

## Archipel
Im Gegensatz zu einer Inselgruppe, deren Begrifflichkeit sich im Wesentlichen auf den Landteil der Inseln bezieht und keine Aussage über allfällige Hoheitsrechte auf den umliegenden Gewässern macht, umfasst ein Archipel auch die Gewässer, in denen die Inselgruppe liegt; insbesondere deren seerechtliche Souveränität. Das aus dem Italienischen stammende Wort bezeichnete ursprünglich die Ägäis, später eine Meeresregion mit Inseln und/oder Inselgruppen.

## Große Inselgruppen oder Archipele

### Atlantischer Ozean
- Färöer
- Britische Inseln
- Azoren
- Kanarische Inseln
- Westindische Inseln
- Kapverdische Inseln
- Südliche Sandwichinseln

### Pazifischer Ozean
- Aleuten
- Kurilen
- Japan
- Philippinen
- Hawaii-Inseln
- Marianen
- Karolinen
- Malaiischer Archipel
- Salomon-Inseln
- Neue Hebriden
- Samoa-Inseln
- Marquesas
- Gesellschaftsinseln
- Tuamotu-Archipel
- Neuseeland

### Indischer Ozean
- Malediven
- Mergui-Archipel
- Andamanen
- Nikobaren
- Komoren
- Seychellen
- Maskarenen

### Arktischer Ozean
- Franz-Joseph-Land
- Königin-Elisabeth-Inseln
- Sewernaja Semlja
- Spitzbergen

### Südlicher Ozean
- Balleny-Inseln
- Südliche Orkneyinseln
- Südliche Shetlandinseln